# Aretes
Aretes (Ἀρέτης) of Aretas (Ἀρέτας) was een Macedonische generaal van Alexander de Grote. In de Slag bij Gaugamela had hij de leiding over de sarissophoroi (ook bekend als de prodromoi), een eenheid van lichte cavalerie, gebruikt om te verkennen, maar ze konden ook goed een gevecht aangaan. Hij verving Protomachus als commandant van deze eenheid. Te Gaugamela konden de sarissophoroi de Perzische cavalerie van de linkerflank verslaan, waardoor ze de slag in deze sector wonnen. In hun laatste charge braken ze door de zware Massagetae-cavalerie, waarvan Aretes persoonlijk de leider doodde.